# Ишемия
Ишеми́я (лат. ischaemia ← греч. ἰσχαιμία [исхаими́а] ← ἴσχω [и́схо] «задерживать, останавливать» + αἷμα [айма] «кровь») — местное снижение кровоснабжения, чаще обусловленное сосудистым фактором (сужением или полной обтурацией просвета артерии), приводящее к временной дисфункции или стойкому повреждению ткани или органа. Последствия ишемии зависят от степени и скорости снижения параметров кровотока, продолжительности ишемии, чувствительности тканей к гипоксии, общего состояния организма. Самыми чувствительными к ишемии являются органы центральной нервной системы, миокард и ткань почек.

## Общие сведения
Ишемия имеет ряд существенных отличий от гипоксии. Гипоксия представляет собой состояние кислородного голодания вследствие нарушений внешнего и внутреннего (тканевого, клеточного) дыхания. Ишемия характеризуется относительной или абсолютной недостаточностью кровоснабжения,
что проявляется не только локальной тканевой гипоксией, но и иными нарушениями метаболизма вследствие недостаточного поступления питательных веществ. Ишемия — динамический и, как правило, потенциально обратимый процесс. Вероятность ишемического некроза (инфаркта) ткани непосредственно зависит от длительности и степени снижения локального кровотока.

## Этиология
В числе причин ишемии:
- нарушение центральной гемодинамики (изменения артериального давления, сердечного ритма)
- кровопотеря
- локальный спазм артерии
- атеросклероз
- тромбоз и эмболия
- сдавление артерии извне, например опухолью
- заболевания крови
- употребление алкоголя